# Parafia Chrystusa Dobrego Pasterza w Szczecinie
Parafia pod wezwaniem Chrystusa Dobrego Pasterza w Szczecinie – parafia rzymskokatolicka należąca do dekanatu Szczecin-Słoneczne, archidiecezji szczecińsko-kamieńskiej, metropolii szczecińsko-kamieńskiej. Została erygowana w 1998. Siedziba parafii mieści się w Szczecinie przy ulicy Brązowej.